# Kharsua
Kharsua és un riu d'Orissa que corre en direcció sud-est travessant el districte de Cuttack fins a desaiguar per la banda esquerra al riu Brahmani a poca distància damunt del punt on el Baitarani i el Brahmani desaigüen a la badia de Bengala a l'estuari del riu Dhamra.